# いろは島
いろは島（いろはじま）は、伊万里湾東部、佐賀県唐津市肥前町と長崎県松浦市福島の間の海域に浮かぶ、多数の無人島の総称である。イロハ島と表記することもある。島の数は48とされ、「いろは48文字」から「いろは島」と命名された。主な島は「弁天島」「松島」「竹ノ子島」など。

## 概要
行政区域としては、全て長崎県松浦市に属するが、島山島など佐賀県側の島々を範囲に含める場合もある。佐賀県唐津市肥前町の満越園地や松浦市福島の大山公園に設けられた展望台から眺める多島海の景観が良好なため、佐賀県や唐津市、松浦市の観光案内などに紹介されることが多い。その絶景からこの地を訪れた弘法大師があまりの美しさに筆を落としたという伝説があり、現在でも玄海国定公園の一部をなしている。
湾内でもあり周辺海域は穏やかで真珠の養殖が行われている他、天然牡蠣の産地としても知られている。
海域にある灯台「伊万里平瀬灯標」は名称には伊万里と付いているが長崎県側の海域に設置されている。

## 島山島
- いろは島付近の空中写真。（1977年撮影）国土交通省 国土地理院 地図・空中写真閲覧サービスの空中写真を基に作成
- 妖精の橋（島山島）
- 島内の様子

島山島（しまやまじま）は、佐賀県唐津市肥前町満越にある無人島。いろは島に含める場合と含めない場合がある。面積4.5ヘクタール、周囲およそ1.3キロメートル。最高標高は36.2メートルで、いろは島に含めた場合は最高標高の島である。国民宿舎いろは島の近くから跳ね橋（妖精の橋）が架橋されており、全て無人島で航路などが存在しないいろは島の中で唯一渡ることが可能な島である。島全体がピーターパンのネバーランドをモチーフとした公園「花と冒険の島」として整備されており、スライダーや迷路など各種遊具が設置されているほか、コインシャワーやトイレも設置された海水浴場も整備されている。
また、対岸で宿泊施設のコテージや五右衛門風呂体験・キャンプ等ができる「ふれあい自然塾　ひぜん」を運営しているNPO法人が、島周辺の海でシーカヤックの体験も実施している。